# Molèdes
Molèdes – miejscowość i gmina we Francji, w regionie Owernia-Rodan-Alpy, w departamencie Cantal.
Według danych na rok 1990 gminę zamieszkiwało 140 osób, a gęstość zaludnienia wynosiła 6 osób/km² (wśród 1310 gmin Owernii Molèdes plasuje się na 706. miejscu pod względem liczby ludności, natomiast pod względem powierzchni na miejscu 357.).